# Ambassade d'Indonésie en Guinée
L'ambassade d'Indonésie en Guinée est la principale représentation diplomatique de la république d'Indonésie en Guinée.

## Histoire
L'ambassade résidente d'indonésie en guinée a été fermée en 1973.

## Liste des ambassadeurs
| N° | Nom et prénoms  | Début          | Fin      |
| -- | --------------- | -------------- | -------- |
| 01 | Dindin Wahyudin | Septembre 2022 | En cours |